# Межзвёздная связь
Межзвёздная связь — передача сигналов между планетами, находящимися в разных звездных системах. Отправка межзвездных посланий более простой способ коммуникации, чем межзвездные полеты, и возможна уже при существующем уровне технологий. Однако успешная коммуникация требует наличия того, с кем можно контактировать на другом конце линии связи. С этой точки зрения, в настоящее время неизвестно, возможна ли межзвездная связь.

## Радио
Проект SETI осуществляется в течение нескольких последних десятилетий и имеет своей целью поиск сигналов, отправленных внеземными цивилизациями. Для поиска используются радиочастоты. Особые надежды возлагаются на частоты линий поглощения нейтрального водорода, так как в этой части спектра помехи и фоновый шум минимальны.
В течение некоторого времени за межзвездные сигналы принимали регулярные радиоимульсы, излучаемые пульсарами, однако вскоре было установлено, что эти сигналы имеют естественное происхождение.
Для увеличения эффективности поиска требуются значительно более крупные радиотелескопы, чувствительные приемники и мощные компьютеры. Такая система (проект «Циклоп») была разработана в НАСА в начале 1970-х годов, но не была осуществлена в связи с высокой стоимостью.
Было предпринято также несколько попыток отправки сигналов к другим звездам. Одна из самых ранних и наиболее известных была осуществлена в 1974 году, с помощью крупнейшего в мире радиотелескопа в Аресибо. Простое послание было отправлено к звездному скоплению М13 в созвездии Геркулеса, находящемуся на расстоянии 30 000 световых лет от Солнечной системы. Эта попытка носит, скорее, символический характер, так как ответного послания, если оно будет отправлено, придется ждать 60 000 лет.

## Другие методы
К другим предложенным на сегодняшний день методам межзвездной связи можно отнести сигналы с помощью лазеров в диапазоне видимого света, нейтринную модуляцию и использование гравитационных волн. Однако эти методы труднореализуемы с помощью современных технологий.
Непосредственная физическая отправка посланий к другим звездам также рассматривается как один из методов межзвездной связи и представляет собой отправку зондов к другим звездным системам. Преимущество этого метода заключается в количестве переданной информации — полезная нагрузка зонда может достигать нескольких тонн. Главный недостаток — современный уровень развития технологий не позволяет придать зонду хоть сколько-нибудь приемлемую скорость. Даже к ближайшим звездам зонд будет лететь тысячи лет.
Теоретическая концепция использования зондов в качестве средств межзвездной связи была воплощена в виде «зонда Брейсвелла». Среди практических исследований в этой области можно отметить также проект Дедал.